# Y al final, la guerra
Y al final, la guerra: La aventura de las tropas españolas en Irak es un libro de no-ficción escrito por Lorenzo Silva y Luis Miguel Francisco publicada en octubre de 2006 por la editorial La Esfera de los Libros. 
El reportaje surge de la amistad casual entre los dos autores, como bien aclaran en la introducción: [...] nos conocimos por culpa de otro libro y otra guerra . El proyecto se realiza entre [...] finales de 2004  y 2006. Los autores, se ayudan de más de cien entrevistas con militares españoles y abundante documentación oficial ; así como información de la prensa, fotografías tomadas por los propios soldados e imágenes de diferentes medios para la elaboración de este relato que cuenta la historia del despliegue español en Irak; desde la llegada hasta la salida de las tropas. 
La intención, además de relatar, es de intentar arrojar luz sobre los acontecimientos. El resultado es un libro informativo, sin ánimo de polémica. Cuando critican, los autores lo hacen con diplomacia y moderación .
La obra cuenta con una reedición corregida y aumentada que salió al mercado en marzo de 2014 .

## Sinopsis
Narra los acontecimientos vividos por las tropas españolas en el marco de la Operación Libertad Iraquí, durante el periodo correspondiente al 9 de abril de 2003 hasta el 21 de mayo de 2004. Los militares españoles se encontraban destinados en Nayaf y Diwaniya, e integrados en la Brigada Multinacional Plus Ultra.
El eje principal del reportaje se sitúa durante el ataque que sufrieron tropas españolas el 4 de abril de 2004 en la base española ''Al-Andalus'' (en lo que se conocería como la batalla de Nayaf) por parte de milicianos insurgentes del Ejército de al-Mahdi a las órdenes del clérigo y líder chií Muqtada al-Sadr. Consecuencia de la falta de colaboración por parte del Ejército de los Estados Unidos con sus aliados en la zona. 
En torno al argumento principal se analizan también temas como el despliegue de contratistas militares privados, la infiltración de los insurgentes en las fuerzas policiales, torturas y malos tratos a prisioneros y la emboscada que produjo la muerte a varios miembros del Centro Nacional de Inteligencia . Todos ellos hechos en los que se vieron inmersas las fuerzas españolas durante la intervención.